# Caspiobdella fadejewi
Caspiobdella fadejewi is een ringworm uit de familie van de Piscicolidae. De wetenschappelijke naam van de soort is voor het eerst geldig gepubliceerd in 1961 door Epshtein.